# Jewgenija Dmitrijewna Wolkowa
Jewgenija Dmitrijewna Wolkowa, geb. Seledzowa (russisch Евгения Дмитриевна Волкова (Селедцова); * 19. Oktober 1987 in Tscheljabinsk-65, Russische SFSR, UdSSR) ist eine russische Biathletin.
Jewgenija Seledzowa gab ihr internationales Debüt bei den Juniorenweltmeisterschaften 2006 in Presque Isle, wo die Russin 35. des Einzels, 19. des Sprints und 28. der Verfolgung wurde. Im Staffelwettbewerb gewann sie an der Seite von Olga Wiluchina und Irina Maximowa hinter der Staffel Österreichs und vor der Vertretung aus Frankreich die Silbermedaille. Seit 2007 startete sie zudem bei Rennen des Junioren-Europacups, des späteren IBU-Cups. Hier erreichte sie zumeist einstellige Platzierungen, in Torsby gewann er ein Verfolgungsrennen. 2008 trat Seledzowa bei den Juniorenrennen der Europameisterschaften an und kam in Nové Město na Moravě auf Platz elf im Sprint und 13 im Verfolgungsrennen.
Für die Sommerbiathlon-Weltmeisterschaften 2010 in Duszniki-Zdrój war ein erster Start Seledzowas bei den Frauen geplant, doch trat die Russin trotz Meldung im Sprintrennen nicht an. Somit kam sie erst bei den Europameisterschaften 2012 zu ihrem internationalen Debüt bei den Frauen im Leistungsbereich. Bei den Wettbewerben im slowakischen Osrblie erreichte sie den 19. Rang im Einzel und gewann an der Seite von Anastassija Sagoruiko, Alexandra Alikina und Jekaterina Schumilowa hinter der übermächtigen Staffel aus der Ukraine und vor der deutschen Vertretung die Silbermedaille. Mit nur einem Nachlader bei zehn Schuss hatte Seledzowa maßgeblichen Anteil an diesem Erfolg.
Am 3. April 2014 heiratete sie den Biathlon-Staffel-Olympiasieger Alexei Wolkow.